# طومي رال
طومي رال (بالإنجليزية: Tommy Rall)‏ هو مغني ومغني أوبرا وممثل أمريكي، ولد في 27 ديسمبر 1929 بكانساس سيتي في الولايات المتحدة.

## وصلات خارجية
- طومي رال على موقع IMDb (الإنجليزية)
- طومي رال على موقع ميوزك برينز (الإنجليزية)
- طومي رال على موقع قاعدة بيانات برودواي على الإنترنت (الإنجليزية)
- طومي رال على موقع أول ميوزيك (الإنجليزية)
- طومي رال على موقع ديسكوغز (الإنجليزية)
- طومي رال على موقع قاعدة بيانات الفيلم (الإنجليزية)